# تاکاتسوکاسا نوریهیرا
تاکاتسوکاسا نوریهیرا (انگلیسی: Takatsukasa Norihira; ۱۴ فوریهٔ ۱۶۰۹ – ۷ نوامبر ۱۶۶۸) یک اشراف درباری کوگیو پسر تاکاتسوکاسا نوبوهیسا در زمان شوگون‌سالاری توکوگاوا بود. او پدر تاکاتسوکاسا فوساسوکه و کوجو کانه‌هارو بود. دختر او تاکاتسوکاسا نوبوکو (تولد ۱۶۵۱ – مرگ ۱۷۰۹ میلادی) با پنجمین شوگون توکوگاوا تسونایوشی ازدواج کرد.